# PGO (entreprise)
Pour les articles homonymes, voir PGO.
 (juin 2024).
 (mai 2020).
PGO (pour Prevot Gilles et olivier) est un constructeur automobile français spécialisé dans les voitures de sport au look vintage. La marque est installée à Saint-Christol-lès-Alès proche du Pôle Mécanique d’Alès, dans le Gard. La production annuelle de PGO Automobiles varie de quarante à quatre-vingts véhicules selon les années et les commandes[Quand ?].

## Histoire
La marque PGO est lancée en 1980 par trois frères, Patrick, Gilles et Olivier Prévôt, pour fabriquer des répliques d'AC Cobra.
En 1998, deux entrepreneurs français, Laurent Skrzypczak et Olivier Baudouin, rachètent la société. L'activité est uniquement centrée sur une reproduction de la Porsche 356, sur une base mécanique de Volkswagen Coccinelle.
En 2000, PGO Automobiles crée un prototype de véhicule présenté au salon de l'automobile de Paris : le Speedster II, mécanique issue d'une collection Peugeot et une carrosserie en fibres composites sur un châssis maison.
L'entreprise entre en bourse en 2002 ; elle est cotée sur Euronext de 2002 à 2019.
En 2004, Porsche intente à PGO un procès pour « contrefaçon, concurrence déloyale et parasitaire » que le petit constructeur d'Alès gagne en appel, obligeant la firme allemande à lui rembourser les frais occasionnés par cette action en justice.
En 2005, le groupe koweïtien Naser International prend 51 % du capital, et poursuit la production de véhicules.
PGO, sur la base de son Speedster II, sort en 2005 la Cévennes.
Au Mondial de l'automobile de Paris 2008, l'entreprise présente un concept-car nommé « Hemera » basé sur la Cévennes et préfigurant le futur coupé de la marque. Elle possède alors trois modèles basés sur le même châssis : les cabriolets Speedster II et Cévennes, et le coupé Hemera.
Le 29 février 2012, le constructeur gardois et BMW signent un contrat de fourniture moteur qui permet à PGO d'équiper ses modèles du moteur 1,6 L THP dans sa version 184 ch qui équipe les modèles de Mini comme la Mini Cooper S. Les moteurs sont fabriqués par la société Française de mécanique implantée à Douvrin, Pas-de-Calais.
Au Mondial de l'automobile de Paris 2012, PGO présente la Cévennes restylée et dotée d'un nouveau moteur d'1,6 L développant 184 ch fourni par BMW qui atteint 225 km/h en vitesse de pointe, en remplacement des moteurs PSA de 2 L 140 ch (qui offraient une vitesse de pointe de 215 km/h). Une boîte à six rapports et un régulateur de vitesse accompagnent l'arrivée des nouveaux moteurs.
Le 10 octobre 2017, Loïc Perois, ancien directeur général délégué, revient dans l'entreprise ; selon Midi libre, il est nommé PDG par les propriétaires koweïtiens, le groupe Al Sayer.
L'entreprise est placée en redressement judiciaire le 4 octobre 2018. La décision de redressement judiciaire est annulée par le Tribunal de commerce de Nîmes le 27 novembre 2018 à la suite de la tierce opposition déposée par l'actionnaire Symex. Le 14 janvier 2019, Loïc Perois est remplacé en assemblée générale par Thierry-Yves Philippe.
Le 23 décembre 2019, Symex annonce avoir racheté 97,751 % du capital de PGO, en ayant informé Euronext. Les actions de la société sont donc retirées du marché libre (Euronext Access). Fin 2020, les finances sont désormais assainies et la production réorganisée au sein de l'usine.

## Activité, rentabilité, effectif

### Direction
La production est dirigée par Fabrice Bernier, les finances par Sandrine Fappiano, le bureau d'études par Stéphane Aubert et le service compétition et SAV par Yannick Daniel.

### Données économiques
|                                        | 2014    | 2015    | 2016  | 2017    | 2018    | 2019             |
| -------------------------------------- | ------- | ------- | ----- | ------- | ------- | ---------------- |
| Chiffre d'affaires en milliers d'euros | 396     | 1 685   | 1 005 | 311     | 255     | Hors Euronext nc |
| Résultat net en milliers d'euros       | - 6 476 | - 5 422 | + 455 | - 8 628 | - 5 920 | Hors Euronext nc |
| Effectif moyen annuel                  | 55      | 52      | 52    | nc      | nc      | nc               |

## Modèles

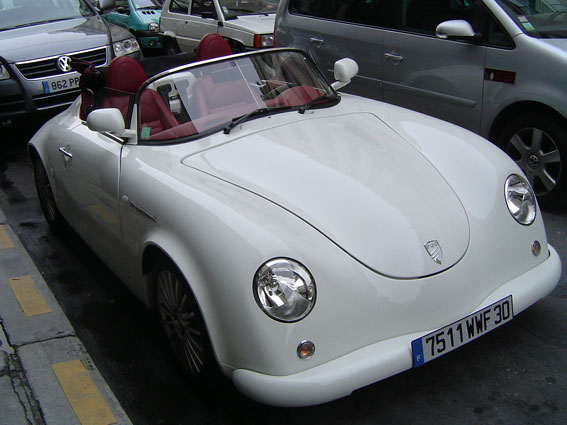
La Speedster II.

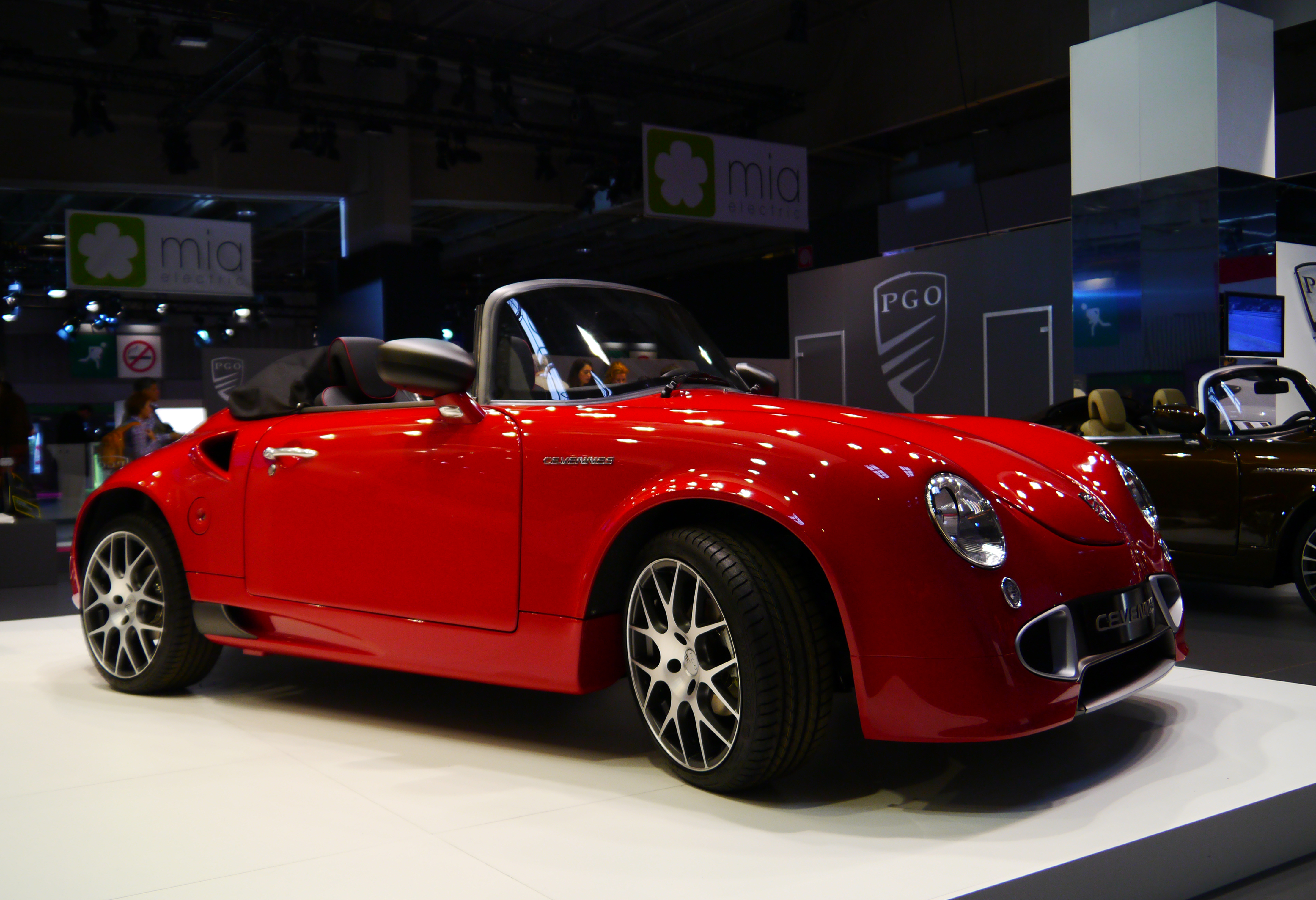
La Cévennes au Mondial 2012.

- Speedster II : Modèle historique de la marque.
- Cévennes : Modèle emblématique de la marque[réf. nécessaire]. Plusieurs déclinaisons ont été réalisées :
  - Coastline, roadster sans capote produit à 3 exemplaires, tous vendus à l’export.
  - Cévennes C, cabriolet doté d’un hard-top rigide, produit à 5 exemplaires.
  - Water Snake, cabriolet entièrement carbone, produit à 2 exemplaires,
  - Cévennes Swarovski, modèle unique.
- Hemera: Coupé sport, elle est le seul modèle non-cabriolet produit par PGO Automobiles. Deux déclinaisons sportives ont été réalisées :
  - Hemera GT : voiture de course homologuée. Toujours produite sur demande pour des « track-days »,
  - Hemera GTE : voiture de compétition électrique